# Benedictí cendrós
El benedictí cendrós (Conopophaga ardesiaca) és una espècie d'ocell de la família dels conopofàgids (Conopophagidae).

## Hàbitat i distribució
Viu entre la malesa del bosc als Andes del sud-est del Perú i centre i sud-est de Bolívia.